# 薩沃亞
薩沃亞是哥倫比亞的城鎮，位於該國東北部，由博亞卡省負責管轄，始建於1556年，面積247平方公里，海拔高度2,575米，主要經濟活動有畜牧業和農業，2005年人口12,611。
5°42′N 73°46′W / 5.700°N 73.767°W